# Moritz Lewitt
Moritz Lewitt (* 12. August 1863 in Posen; † 1. April 1936 in Berlin) war ein deutscher Schachspieler und -komponist.
Lewitt nahm an zahlreichen Turnieren teil und erzielte im praktischen Spiel einige Erfolge.

## Studienkomponist
Lewitt komponierte über 150 Endspielstudien. Zudem betätigte er sich als Löser von Schachkompositionen.
|   | a | b | c | d | e | f | g | h |   |
| 8 |   |   |   |   |   |   |   |   | 8 |
| 7 |   |   |   |   |   |   |   |   | 7 |
| 6 |   |   |   |   |   |   |   |   | 6 |
| 5 |   |   |   |   |   |   |   |   | 5 |
| 4 |   |   |   |   |   |   |   |   | 4 |
| 3 |   |   |   |   |   |   |   |   | 3 |
| 2 |   |   |   |   |   |   |   |   | 2 |
| 1 |   |   |   |   |   |   |   |   | 1 |
|   | a | b | c | d | e | f | g | h |   |

Lösung:

1. c6! bxc6

2. a5 Kc5

3. a4 Kd6

4. Kd8 c5

5. a6 Kc6

6. a5 c4

7. Kc8 c3

8. a7 gewinnt

## Schachfunktionär
Lewitt wurde 1892 zum Bibliothekar der Berliner Schachgesellschaft gewählt. Von 1908 bis 1910 war er Schriftführer des Deutschen Schachbunds. Nach langjähriger Tätigkeit als erster Vorsitzender der Berliner Schachgesellschaft wurde Lewitt nach der Ablehnung seiner Wiederwahl am 14. Oktober 1910 zum Ehrenmitglied der Berliner Schachgesellschaft ernannt. 1922 war Lewitt Mitorganisator des Länderkampfs gegen Schweden und widmete der schwedischen Mannschaft eine Schachstudie.

## Privates
Lewitt besaß einen Doktortitel und arbeitete als praktizierender Arzt. Dabei trug er den Ehrentitel Sanitätsrat.
Als Autor von Schachbüchern war Lewitt ebenfalls engagiert. In seinen letzten Jahren bereitete er ein Buch über seine Schachaufgaben vor, das er jedoch bis zu seinem Tod nicht mehr fertigstellen konnte.
1933 erlitt Lewitt einen Schlaganfall, an dessen Folgen er 1936 verstarb.